# Shelley McNamarová
Shelley McNamarová (* 1952 Lisdoonvarna) je irská architektka. V roce 2020 obdržela prestižní architektonické ocenění za celoživotní dílo, Pritzkerovu cenu, spolu se svou spolupracovnicí Yvonne Farrellovou.
Vystudovala architekturu na University College Dublin, absolvovala roku 1974 (od 1976 zde učila). V roce 1977 založila v Dublinu, spolu se svou spolužačkou Farrellovou, architektonické studio Grafton Architects (pojmenované po dublinské ulici Grafton Street). To reprezentovalo Irsko na Biennale di Venezia v letech 2002 a 2008. V roce 2008 byla na Světovém architektonickém festivalu oceněna budova univerzity Bocconi v Miláně, kterou Farrellová a McNamarová navrhly. Architektura vzdělávacích institucí se pak stala jejich specializací. V roce 2009 získala cenu Civic Trust Award jejich nová budova ministerstva financí v Dublinu. V roce 2016 získaly cenu RIBA za novou budova technické univerzity v peruánské Limě. V roce 2020 obě architekty obdržely britskou Královskou zlatou medaili za architekturu a následně i Pritzkerovu cenu, čímž se staly čtvrtou a pátou ženou, které tuto „Nobelovu cenu za architekturu“ získaly.

## Galerie

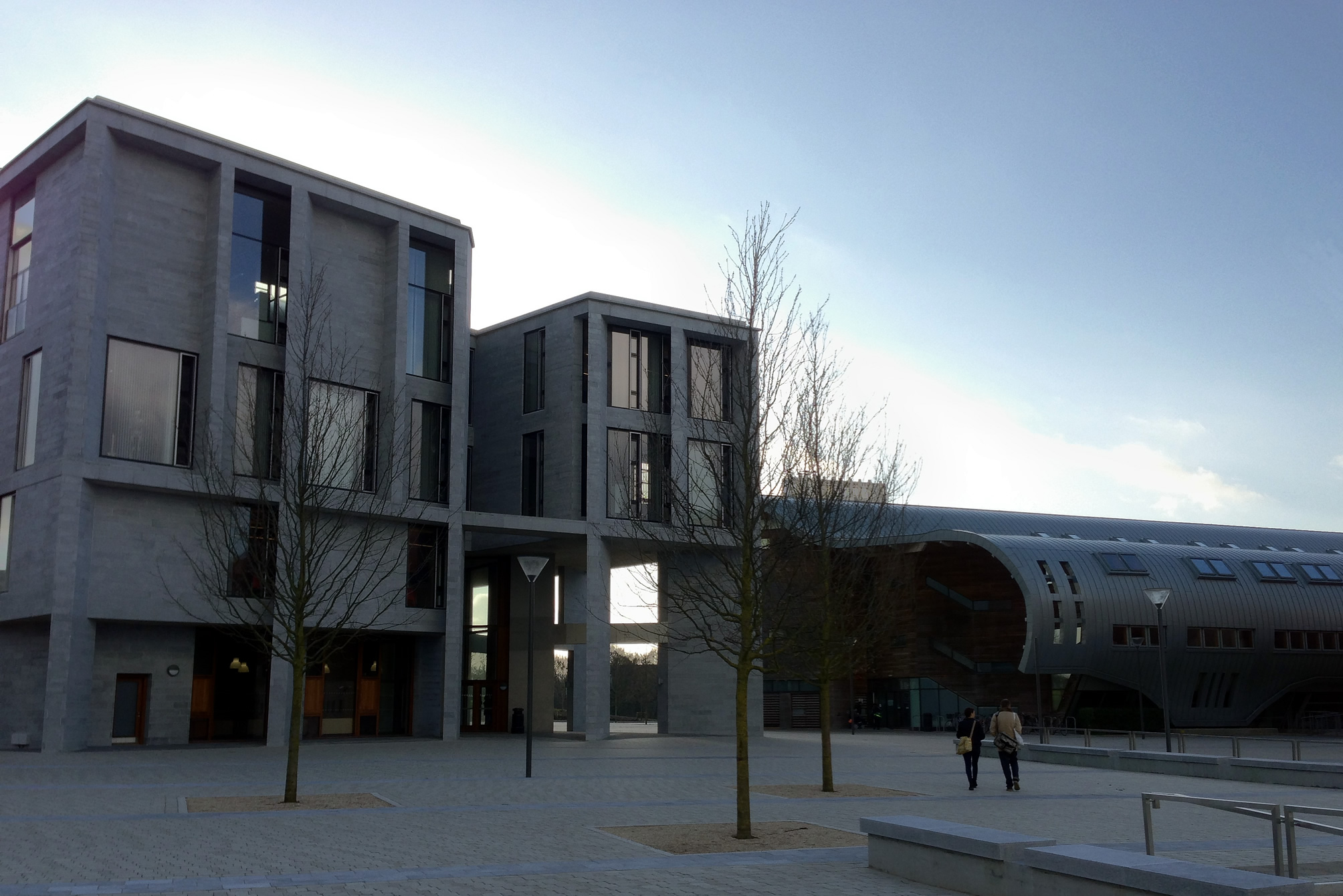
Lékařská fakulta Univerzity v Limericku